# Rainier de Split
|  | Per a altres significats, vegeu «Rainier». |

Rainier de Split   (Itàlia, segle XII - Split, 4 d'agost de 1180 (Gregorià)) fou un monjo italià, bisbe de Cagli (Marques) i arquebisbe de Split (Dalmàcia, actual Croàcia). És venerat com a sant per l'Església catòlica.

## Biografia
No se sap el moment ni el lloc de naixement, cap al primer quart del segle xii a la Romanya, Bolonya, Úmbria o les Marques, al nord d'Itàlia. Va ingressar a l'Orde de Fonte Avellana, branca dels camaldulesos, al monestir de Fonte Avellana, on visqué durant molts anys dedicat a la pregària, la vida semieremítica i l'estudi. Entre 1156 i 1175 fou bisbe de Cagli; en 1160 va presidir el funeral d'Ubald de Gubbio, bisbe a qui havia conegut a Fonte Avellana, i també a Gubbio va resoldre un conflicte entre la diòcesi i un abat. En 1175 fou nomenat arquebisbe de Spalatro, actual Split. Va viatjar a Constantinoble a visitar l'emperador romà d'Orient, a qui retia homenatge Split.
Va defensar els drets eclesiàstics a la ciutat i arran d'un conflicte per unes terres, en un aldarull, un grup de ciutadans irats el va matar a pedrades el 4 d'agost de 1180 a Serengene.

## Veneració
Des de la seva mort fou tingut per màrtir i començaren a atribuir-se-li miracles, com el naixement d'una font al lloc on havia mort. Fou enterrat a l'església de Sant Benet Extramurs de Spalatro, que va prendre el nom del màrtir. Al segle xvii, per protegir les restes santes durant les incursions turques, van ésser portades a Santa Maria de Taurelis, fins que el 1676 tornaren a la primera església. Avui les relíquies es conserven en un reliquiari de la catedral de Split.
Pau V va concedir en 1613 una indulgència a qui visités l'església del sant el dia de la seva festivitat. El culte va ésser confirmat definitivament en 1690 per Alexandre VIII, que el proclamà copatró de l'arquidiòcesi (amb Sant Domni) i, en 1819, patró de Caglil 9 febbraio del 1819.